# بخش پاریس (شهرستان پورتاژ، اوهایو)
بخش پاریس (به انگلیسی: Paris Township) یک منطقهٔ مسکونی در ایالات متحده آمریکا است که در شهرستان پورتیج، اوهایو واقع شده‌است.
 بخش پاریس ۶۱٫۹ کیلومتر مربع مساحت و ۱٬۸۲۷ نفر جمعیت دارد و ۲۹۵ متر بالاتر از سطح دریا واقع شده‌است.